# 吉姆·史塔基
吉姆·史塔基（Jim Starkey，1949年1月6日—），生於伊利諾州，美國著名程式設計師，專長於資料庫設計，著名的有InterBase；他最早提出了二進位大型物件。曾經受雇於迪吉多，自己創立了Netfrastructure公司，被MySQL AB收購。

## 生平
吉姆·史塔基最早使用的程式語言名叫 STOP ，一種在1965年發明的組合語言模擬器。